# Football Club gueugnonnais
 (janvier 2023).
Si vous disposez d'ouvrages ou d'articles de référence ou si vous connaissez des sites web de qualité traitant du thème abordé ici, merci de compléter l'article en donnant les références utiles à sa vérifiabilité et en les liant à la section « Notes et références ».
 (décembre 2023).
- Si vous ne connaissez pas le sujet, laissez ce bandeau (vous pouvez alors contacter les auteurs).
- Si vous supprimez le contenu mis en cause (vous pouvez préalablement contacter les auteurs),

argumentez précisément cette suppression dans la page de discussion
(un manque de référence n'est pas un argument ; une recherche réelle de référence doit avoir été effectuée, être formellement documentée).
Pour les articles homonymes, voir FCG.
Maillots
Le Football Club gueugnonnais, abrégé en FC gueugnonnais et couramment appelé FC Gueugnon, est un club de football français basé à Gueugnon (Saône-et-Loire) et issu de la fusion en 1940 de l'Association Sportive gueugnonnaise et de la Foch. Son entraîneur est Fatsah Amghar depuis le 18 Novembre 2024.
Après avoir dominé le football bourguignon pendant six ans, le club évolue pendant 21 saisons au sein de la Division nationale du championnat de France amateurs.
Le club atteint la Division 2 en 1970, lorsque le championnat devient accessible aux clubs professionnels et amateurs. Le FC Gueugnon y évoluera durant 37 des 38 années suivantes, dont 25 années consécutives de 1970 à 1995.
Après un titre de champion de France de D2 en 1979, le club obtient le droit d'accéder à la 1re division, à condition de faire évoluer son modèle de foot entreprise vers une entité professionnelle. Refusant de passer professionnel dans l'urgence et n'obtenant pas de dérogation de la part des instances, les « forgerons » ne passèrent pas en 1re division.
Se professionnalisant en 1987, le club connut une deuxième période phare dans les années 1990, avec notamment une demi-finale de Coupe de France en 1991, une accession puis une saison de D1 en 1995-1996 et une victoire en finale de Coupe de la Ligue française de football en 2000 face au PSG, synonyme de qualification pour la Coupe de l'UEFA. Plus discret pendant les années 2000, le club subit la 3e relégation de son histoire en 2007-2008.
En août 2009, le Conseil d'administration du FCG décide de vendre le club, en mauvaise santé financière et évoluant dans le Championnat de France National, à l'ancien international Tony Vairelles. Tony Vairelles et son père alors président ne peuvent sauver le club qui est déclaré deux ans après en cessation de paiement devant le tribunal de commerce de Mâcon. Ce dernier liquide le club le 8 avril 2011.
Le club est autorisé à repartir au niveau régional, en Division d'Honneur pour la saison 2011-2012.

## Histoire

### La création du club
En juillet et août 1940, les démobilisés rentrent dans leurs foyers. Les membres des sociétés sportives locales, tristes et désabusés par la défaite, reprennent courage bien que leurs rangs se soient éclaircis. Pourtant, un groupe d'amis du football appartenant soit à l'Association Sportive Gueugnonnaise soit à la Foch, engagent des conversations amicales sur les erreurs commises avant la guerre, et estiment que l'union fait la force, aussi bien dans le sport que dans la vie. Le 5 septembre 1940, messieurs Tracol et Thomas, secrétaires des deux sociétés, se rencontrent afin d'envisager la fusion de leurs associations. Après accord des joueurs, le 15 septembre 1940, lors d'une rencontre entre les dirigeants de deux associations, la fusion se fait et donna naissance au Football Club de Gueugnon. Le nouveau club adopte les couleurs or et bleu et jouera dans le tout nouveau stade Jean-Laville inauguré le 14 juillet 1939 par M. Paul Faure, ministre d'état et député de Saône-et-Loire. M. Alexandre Buisson (futur maire de Gueugnon) assure la présidence du FCG et M. Paul Vannier en devient le président d'honneur.

### Le championnat amateur
Dès ses premiers pas dans le championnat d'honneur de Bourgogne, le FCG commença à faire parler de lui, puisque sur les six saisons passées à ce niveau, il obtient cinq fois le droit de disputer les poules finales. C'est ainsi qu'ayant gagné le championnat de la ligue bourguignonne, Gueugnon se retrouve face à l'Arago d'Orléans le 15 juin 1947. Sur un score de 2 à 1, le tout jeune FCG devient champion de France amateur. Puis 4 années plus tard, dans le tout nouveau championnat de France amateur, Gueugnon, battant Sedan, Draguignan et Bordeaux, et marquant 7 buts sans en encaisser un seul, devient une seconde fois champion de France amateur.
Amputé de certains joueurs en raison de la guerre en Algérie, le FCG termine avant-dernier de sa poule en 1955-1956 et sera relégué en division honneur de Bourgogne. Il retrouvera sa place en championnat de France amateur l'année suivante. Ce sera l'une des deux seules relégations de son histoire.

### Le championnat professionnel
En 1970, le FCG obtient le droit d'accéder au tout nouveau championnat de D2 "Open" 1971 et qui deviendra par la suite le championnat de France de Division 2 puis de Ligue 2.

#### Champion de France de Division 2 1979
Lors de la saison 1978-1979, l'équipe de Casimir Nowotarski termine première du groupe A. Elle rencontre, en finale, le premier du groupe B, Brest, qu'elle bat 2-1. Le FCG obtient ainsi le titre de champion de France de deuxième division. Le 9 mai 1979, 16 876 spectateurs, record d'affluence du club, assistaient à la réception du RC Strasbourg en quart de finale de la coupe de France. Cette première place au sein de son groupe donnait au FCG le droit d'accéder au championnat de France 1re division, à condition toutefois que le club adopte le statut professionnel. Les dirigeants du club estiment ne pas pouvoir se plier à cette exigence dans l'immédiat, dans un contexte économique et social difficile pour l'usine des Forges et l'entreprise Ugine. Ils demandent une dérogation, en vue d'une transition compatible avec les finances du club. La demande étant rejetée, Gueugnon voit ses rêves de montée s'écrouler, et est inscrit une nouvelle fois en D2 pour la saison 1979-1980.
Il faudra ensuite seize ans à Gueugnon pour rejoindre l'élite.

#### L'accession à la Division 1 en 1995
| \| Boumnijel Jurietti Safanjon Acédo Fanzel Granger Correia Pounewatchy (Dambury) Brunel Traoré Garcia \| Équipe-type de la saison 1995-1996 |
| Boumnijel Jurietti Safanjon Acédo Fanzel Granger Correia Pounewatchy (Dambury) Brunel Traoré Garcia                                          |

La saison 1994-1995 est restée dans les annales. L'équipe de Roland Gransart a joué 42 matchs, en a gagné 24, perdu 10 et fait 8 nuls. Pourtant le suspens dura jusqu'au dernier match, le 31 mai 1995, où Gueugnon avait obligation de s'imposer à Jean-Laville pour obtenir son accession. Cela fut fait avec un 2 à 0 contre le Red Star. Le stade et la ville étaient en liesse : Gueugnon accédait enfin à la première division et cette fois-ci les finances le permettaient. Bien que n'étant resté à ce plus haut niveau que la seule saison qui suivit, cette saison restera la plus belle de l'histoire du FCG.

#### Le parcours en Division 1
L'équipe du FCG en D1 lors de la saison 1995-1996 était construite avec un budget mineur de 29 millions de francs (soit l'équivalent de 6 896 910,96 € en 2023), très loin des 21 (49 943 148,36 €) du PSG à cette époque. Gueugnon débuta la saison par un score nul et vierge 0 à 0 contre le FC Metz. Malgré la sévère claque prise par l'AJ Auxerre 4 à 0 à domicile, les gueugnonnais n'ont pas perdu espoir et jusqu'à la 9e journée où la première victoire à domicile du FCG est remportée 3 à 1 contre le LOSC, la seule à la maison lors des matchs aller. Malgré la victoire retour face au FC Metz remportée 2 à 1 à l'extérieur, Gueugnon finit 18e (premier relégable) à la fin de la saison à un seul petit point du LOSC qui s'était miraculé sur le dernier match contre le PSG.
Les saisons suivantes virent Gueugnon terminer le plus souvent dans la première partie de tableau, le plus souvent flirtant avec l'accession en D1. Rien ne laissait donc, présager une descente en National. Pourtant lors du Championnat de France de football L2 2003-04 les Forgerons se maintinrent avec seulement 2 petits points. L'avertissement fut sans conséquences et l'équipe signa par la suite trois places dans le « ventre mou » du championnat (10e en 2007, 11e en 2005 et 12e en 2006).
À l'aube d'une nouvelle saison sans objectif sinon d'assurer le maintien au plus vite, le club présent en ligue 2 depuis 1996 ne pensait pas vivre une saison aussi catastrophique.
En position de relégable pratiquement toute la saison, le club termine avec seulement 5 succès et rejoint ainsi le National. Lors du dernier match de la saison, les Forgerons signent leurs derniers exploit en Ligue 2 lors du match face à Amiens. Les Bourguignons menés 4-0 à la 51e minute semblent avoir la tête aux vacances, mais un sursaut d'orgueil leur permet de tenir en échec les Amiénois 4-4.

### La régression
La saison 2009, en National, voit le club composé d'un effectif très jeune terminer à la 11e place. L'inter-saison 2009 voit l'arrivée d'un projet de la part de Tony Vairelles pour faire face aux difficultés financières qui s'ajoutent aux difficultés en championnat. Le projet est retenu par le CA du 6 juillet, puis officialisé par la suite. À mi-championnat le club figure dans le ventre mou du classement. Le club se sauve in-extremis de la relégation en terminant 16e de National.
Lors de la saison 2009/2010, le déficit budgétaire du club continue de se creuser, atteignant 800 000 € ,. De plus, l'équipe se retrouve en bas de classement, aux portes de la relégation en CFA. La situation catastrophique du club attire même les journalistes de France 2 pour réaliser un reportage pour l'émission Complément d'enquête sur la tentative de sauvetage du club par Tony Vairelles. Le 31 mai 2010, un rapport de la Direction nationale de contrôle de gestion rend alors un avis défavorable au maintien en National. En quête de subventions de la part de la municipalité de Gueugnon, cette dernière, à la suite d'une réunion de crise, ne peut consentir à une aide conséquente, faisant face elle-même à "une situation budgétaire compliquée", et propose une fusion du club avec le FC Montceau Bourgogne,.
Le couperet tombe à la mi-juin 2010, le Football Club de Gueugnon, malgré sa 16e place au classement lui permettant son maintien en National, doit être retrogradé en CFA (tout comme le Sporting Club de Bastia), ce qui serait un véritable séisme pour le club, l'un des symboles de la ville. Le club fait cependant appel de la décision et passe en commission le 1er juillet. Le lendemain, le Football Club de Gueugnon obtient gain de cause et se maintient donc en National pour la saison 2010/2011,. Mais la saison tourne à la catastrophe. L'équipe se retrouve à la dernière place durant une bonne partie de la saison, jusqu'au 8 avril où le tribunal de commerce de Macon prononce la liquidation judiciaire du club. Le club est ainsi classé 21e et dernier avec seulement 32 matchs joués, et doit repartir en DH la saison suivante.

### La reconstruction
Le 27 août 2011 se déroule le 1er match officiel de la relance du Club en Honneur, face à Nevers Foot et les Forgerons signent leur première victoire devant plus de 600 personnes. Finalement, le FCG boucle sa première saison du renouveau à une honorable 7e place en Championnat. Les Forgerons vont même décrocher leur premier trophée depuis 12 ans en remportant la Coupe de Bourgogne aux dépens d'Avallon (1-0). La deuxième année en DH se solde par un parcours quasi sans-faute des Forgerons (invaincus à domicile). Cependant, il faut attendre l'ultime journée de championnat et un match nul (1-1) contre son rival direct, Selongey, pour que la montée du FCG en CFA 2 soit actée devant 2 200 spectateurs. L'année suivante, le club se maintient en CFA2.

## Résultats

### Palmarès
| Championnats nationaux | Coupes nationales |
| --- | --- |
| - Championnat de France - Meilleur classement : 18e en 1996 - Championnat de France D2 (1) - Champion en 1979 - Championnat de France amateurs (1935-1971) : (2) - Champion en 1947, 1952 - Championnat de France D5 - Vainqueur de groupe : 1997 (Groupe F), 2005 (Groupe C) Championnats régionales - Ligue de Bourgogne (4) - Champion en 1946, 1947, 1978, 1957 | - Coupe de France - Meilleur résultat : demi-finaliste en 1991 - Coupe de la Ligue (1) - Vainqueur en 2000 Coupes régionales - Coupe de Bourgogne : (12) - Vainqueur en 1950, 1951, 1952, 1954, 1956, 1965, 1967, 1970, 1976, 1979, 1998, 2012 |

### Coupe de France
La première fois que le FCG sortit véritablement de l'anonymat dans cette compétition, ce fut lors de la saison 1947-1948. Le FCG avait atteint les huitièmes de finale mais les avait perdus face à Colmar. Le véritable exploit ne devait arriver que 21 ans plus tard.
Le 2 mars 1969, le FC Gueugnon se retrouve face à l'OGC Nice en huitièmes de finale. La première confrontation à Gueugnon (la qualification se jouait à l'époque avec un match aller et un match retour) semblait avoir coupé les ailes aux Forgerons qui s'inclinaient sur un score de 3 à 2. Mais au match retour à Nice, ils renversent la situation et s'imposent 2 à 0. Ainsi, le FCG accédait à son premier quart de finale. Malheureusement, le tirage au sort ne fut guère favorable puisque le FCG allait rencontrer le SCO Angers, une équipe qui effectuait un sans faute et caracolait en tête du championnat avec une confortable avance. Ce match fut la première retransmission de l'ORTF dans l'histoire du stade Jean-Laville. Le miracle n'eut pas lieu et le FCG se fit éliminer.
L'année qui suivit, après avoir battu Châtillon-sur-Seine, Couron, Thiers et Ajaccio, le FCG se vit éliminer le 1er mars 1970, face à Valenciennes.
Il faudra en fait attendre 7 ans, pour assister à un nouvel exploit des Forgerons. Après avoir éliminé Decize et Masevaux, Gueugnon, alors second du championnat de 2e division et coaché par Casimir Nowotarski, se voyait offrir Lyon, le second du championnat de 1re division, coaché par Aimé Jacquet. Devant 14 000 spectateurs, l'unique but de la soirée fut gueugnonnais. Ainsi le FCG, fort de cet exploit, allait en seizième de finale confiant. Face à Châteauroux, Gueugnon se montra brillant (2 à 1 à l'aller et 3 à 1 au retour). Le sort désigna le FC Lorient comme adversaire suivant pour les huitièmes de finale. Après avoir été dominé 3 à 0, le FCG se fit éliminer face à une équipe plus combative.
La saison 1978-1979 est celle qui, en coupe de France pour Gueugnon, n'a pas encore été égalée. Après avoir éliminé Clermont-Ferrand, Roanne et Alès en seizième de finale, Gueugnon est tiré au sort face au grand Saint-Étienne de cette « époque des verts ». Le vendredi 13 avril 1979, l'aller à Gueugnon se termine, devant 16 000 spectateurs, à l'avantage du FCG sur un score inimaginable : 3 à 0. Le retour à Saint-Étienne, qui se déroule le 17 avril suivant, se termine sur le score de 2 à 0 en faveur des stéphanois. Mais le compte était bon, Gueugnon, avec ses trois buts à l'aller, venait d'éliminer l'ogre vert à la stupéfaction de la France entière. Et voilà, pour une seconde fois, Gueugnon en quart de finale. Le 9 mai 1979, devant 18 000 spectateurs, Gueugnon se fait assommer par Strasbourg 6 à 0.
Lors de la coupe de France 1991, et ce pour la première fois de son histoire, le FCG atteint les demi-finales de l'épreuve. Après avoir battu successivement Alès, Tours et Niort, ce fut Monaco qui élimina le club.
Depuis le club ne connaît plus d'épopée si ce n'est celle de 2000 où l'équipe futur vainqueur de la Coupe de la Ligue élimina Marseille au Vélodrome sur le score de 4-3. Malheureusement Gueugnon s'inclina à Nantes chez le futur vainqueur aux tirs au but 5-3.

### Coupe de la Ligue
L'année 2000 restera à jamais comme la plus grande année du FC Gueugnon.
Après une saison en tous points remarquable (5e du championnat de D2 et vainqueur à Marseille en Coupe de France), le FCG dispose du Paris Saint-Germain au Stade de France par 2 buts à 0.
| Samedi 22 avril 2000 | FC Gueugnon               | 2 - 0 | Paris Saint-Germain FC | Stade de France, Saint-Denis |                         |
|                      | Trapasso 65e · Flauto 90e | (0-0) |                        | Arbitrage : Éric Poulat      | Arbitrage : Éric Poulat |
|                      | Rapport                   |       |                        | Arbitrage : Éric Poulat      | Arbitrage : Éric Poulat |

| FC Gueugnon    |    |                     |     |     |
|                |    |                     |     |     |
| Gardien de but | 16 | Richard Trivino     |     |     |
|                | 02 | Yohan Bouzin        |     |     |
|                | 04 | Éric Boniface       |     |     |
|                | 15 | Sylvain Distin      |     |     |
|                | 22 | David Fanzel        |     |     |
|                | 06 | Didier Neumann      |     | 80e |
|                | 25 | Cédric Chabert      |     |     |
|                | 10 | Nicolas Esceth-N'Zi |     | 76e |
|                | 11 | Amara Traoré        |     |     |
|                | 21 | Stéphane Roda       |     | 85e |
|                | 28 | Marcelo Trapasso    | 65e |     |
| Remplaçants :  |    |                     |     |     |
|                | 05 | Fabien Weber        |     | 80e |
|                | 24 | Sylvain Flauto      | 90e | 76e |
|                | 14 | Xavier Collin       |     | 85e |
| Entraineur :   |    |                     |     |     |
| Alex Dupont    |    |                     |     |     |

| Paris SG          |    |                      |  |     |     |
|                   |    |                      |  |     |     |
| Gardien de but    | 16 | Dominique Casagrande |  |     |     |
|                   | 04 | Talal El Karkouri    |  |     |     |
|                   | 15 | Éric Rabesandratana  |  |     |     |
|                   | 22 | Igor Yanovski        |  |     |     |
|                   | 26 | Aliou Cissé          |  |     | 53e |
|                   | 09 | Ali Benarbia         |  |     |     |
|                   | 10 | Jay-Jay Okocha       |  |     |     |
|                   | 23 | Pierre Ducrocq       |  |     |     |
|                   | 07 | Christian            |  |     |     |
|                   | 11 | Laurent Robert       |  | 76e |     |
|                   | 19 | Laurent Leroy        |  | 72e |     |
| Remplaçants :     |    |                      |  |     |     |
|                   | 18 | Edvin Murati         |  | 76e |     |
|                   | 08 | Kaba Diawara         |  | 72e |     |
| Entraineur :      |    |                      |  |     |     |
| Philippe Bergeroo |    |                      |  |     |     |

Cette année de consécration aura vu les Forgerons éliminer Niort, Toulouse, Strasbourg et le Red Star. En finale, le FCG rencontre le club de la capitale.
À la 65e minute, un mouvement venu de la droite, qui se conclut par une frappe des 30 mètres de Esceth N'zi, heurte le poteau gauche de Casagrande, mais Marcelo Trapasso surgit pour ouvrir le score.
Le match devient alors à sens unique, et les Gueugnonnais ne sont jamais inquiétés outre mesure. Dans le temps additionnel de la rencontre (90e minute), un but d'anthologie marqué grâce à une course solitaire de 40 mètres de Sylvain Flauto, qui prend de vitesse cinq défenseurs parisiens, permet au FCG de doubler la mise.
Grâce à cette victoire, les Forgerons gagnent le droit de disputer une épreuve continentale : la Coupe de l'UEFA. Il reste à ce jour le seul club de deuxième division à avoir remporté la Coupe de la Ligue.
Outre cette victoire, le FCG a également réalisé un beau parcours en 2003. En seizièmes de finale, le club accueille le Paris Saint-Germain. À la fin des prolongations le score est de 1 partout. La séance des tirs au but voit Gueugnon s'imposer. Au tour suivant, les Forgerons éliminent le SC Bastia, alors en Ligue 1, avec un score de 3 à 1. En quarts de finale, le FCG reçoit l'AJ Auxerre, entraînée par Guy Roux, dans un stade Jean Laville comble. Ce sont finalement les Auxerrois qui remportent la victoire par 1-0 (Bonaventure Kalou à la 86e minute).

### Coupe de l'UEFA
Surprenant vainqueur de la Coupe de la Ligue en 2000, les Gueugnonnais se trouvent propulsés sur la scène européenne. Le club bourguignon est opposé à un club d'envergure modeste, l'Iraklis Salonique. Malgré les présences de Xavier Collin, Marcelo Trapasso, Richard Trivino et du coach René Le Lamer successeur d'Alex Dupont parti à Sedan, le club grec parvient à éliminer de justesse (0-0, 1-0) les Forgerons.

## Rivalités
- Si vous ne connaissez pas le sujet, laissez ce bandeau (vous pouvez alors contacter les auteurs).
- Si vous supprimez le contenu mis en cause (vous pouvez préalablement contacter les auteurs),

argumentez précisément cette suppression dans la page de discussion
(un manque de référence n'est pas un argument ; une recherche réelle de référence doit avoir été effectuée, être formellement documentée).
- Alors que Gueugnon fait partie des grands noms du CFA, quasiment depuis sa création, le club de l'AJ Auxerre se révèle au début des années 1970 en sortant des championnats de la ligue de Bourgogne. À partir de là, une lutte sans merci va avoir lieu entre les deux clubs bourguignons pour la suprématie régionale. Les moitiés travailleurs, moitiés footballeurs forgerons vont dominer la période 70-79 en conservant un léger avantage. 1979 sera la saison la plus pertinente pour les 2 clubs : le FC Gueugnon devient champion de France de D2 devant l'AJ Auxerre et quart de finaliste de la coupe de France après avoir éliminé le grand AS Saint-Étienne. Auxerre atteindra la finale de la coupe face au FC Nantes. Échouant d'un rien, l'AJA enlèvera le championnat la saison suivante et deviendra le grand club actuel avec un palmarès important.

- Séparé de 25 kilomètres, le FC Montceau Bourgogne est l'adversaire historique du FCG. Au cours des années 1980, les confrontations entre "mineurs" et "forgerons" donnaient tout son sens au mot "derby" tant sur le terrain qu'en tribune. Gérard Clayeux, le président de l'époque, n'hésitant pas à solliciter des joueurs gueugnonnais en gonflant leur salaire et à dénigrer la cité forgeronne, son club et ses supporters.

- Troisième club saône-et-loirien de D2 dans les années 1980, le CS Louhans-Cuiseaux 71 garde une certaine rancœur envers les Gueugnonnais depuis le match de la dernière journée de 1984/1985. Jouant son maintien lors de ce derby, les Louhannais doivent absolument l'emporter face à des Forgerons maintenus et dans le ventre mou. Mais très vite, les jaunes et bleus ouvrent la marque condamnant ainsi les Bressans qui, malgré leur égalisation à la 88e, redescendront en 3e division. Deux heures après le match, les joueurs de Gueugnon sortiront par une porte dérobée.

- Gueugnon subit ensuite la rivalité du Dijon Football Côte d'Or, né de la fusion en 1998 du DFC qui avait connu la D2 à la fin des années 1980 et du CSLD qui n'était pas allé plus haut que la D3, alors tous deux en CFA. Vainqueur de la CFA dès sa deuxième saison d'existence en 2000, Dijon monte en National puis en Ligue 2 où il se stabilise jusqu'à monter une première fois en ligue 1 en 2011 avant une redescente immédiate puis une seconde fois en 2016 où il se maintient jusqu'en 2021. Lors des confrontations, Gueugnon ne remporta qu'un seul derby avant la descente en National. Vu encore dans les années 2000 comme un jeune club inférieur au prestige de Gueugnon (il est vrai que le DFCO n'a pas d'autre trophée qu'un titre de champion CFA, là où Gueugnon a remporté la Coupe de la Ligue et la D2), le DFCO s'est aujourd'hui imposé comme le principal club bourguignon avec Auxerre, de part sa présence prolongée en Ligue 1 et plus encore en Ligue 2, incomparable avec Gueugnon qui végète en amateur depuis une quinzaine d'années.

## Identité

Logo de 1995 à 2000.
Logo de 2000 à 2020.
Logo actuel.

## Personnalités

### Entraîneurs
- 1945-1948 :  Lucien Perpère
- 1948-1949 :  Fernand Faszinek
- 1949-1950 :  Lucien Perpère
- 1950-1957 :  Henri Boitout
- 1960-1965 :  René Vernier
- 1960-1962 :  /  Maryan Borkowski
- 1965-1974 :  Emile DANIEL
- 1974-1986 :  Casimir Nowotarski
- 1986-1988 :  Guy Briet
- 1988-1990 :  Jean-Yves Chay
- 1990-1991 :  Marcel Husson
- 1991-1998 :  Roland Gransart
- 1998-2000 :  Alex Dupont
- 2000-2001 :  René le Lamer
- 2001-2002 :  Noël Tosi
- 2002-2004 :  Albert Cartier
- 2004-2005 :  Thierry Froger
- 2005-2007 :  Victor Zvunka
- 2007-2008 :  Alex Dupont
- 2008-2009 :  Hubert Fournier
- 2009-2010 :  René Le Lamer
- 2010-2011 :  Serge Romano
- 2011-2012 :  Vincent Stropoli
- 2012-2014 :  Éric Boniface
- 2012-2024 :  Philippe Correia
- 2024-2025 :  Fatsah Amghar
- 2025-         :  Sony Mustivar

### Joueurs
| Rang | Nom              | Buts | Carrière au club          |
| ---- | ---------------- | ---- | ------------------------- |
| 1    | Antoine Trivino  | 116  | 1973 - 1979 / 1982 - 1984 |
| 2    | Amara Traoré     | 106  | 1992 - 1996 / 1998 - 2003 |
| 3    | Michel Delblouwe | 98   | 1965 - 1978               |

| Rang | Nom            | Matchs | Carrière au club          |
| ---- | -------------- | ------ | ------------------------- |
| 1    | Alain Chaussin | 539    | 1971 - 1999 / 1980 - 1989 |
| 2    | Jean Acédo     | 499    | 1982 - 1999               |
| 3    | Jose Duch      | 404    | 1965 - 1987               |